# Vaimõisa
Vaimõisa – wieś w Estonii, prowincji Rapla, w gminie Märjamaa.